# ولی‌الله بیاتی
ولی‌الله بیاتی (زادهٔ ۱۳۴۰ محله خلچان تفرش) سیاستمدار و نظامی بازنشسته ایرانی است که نمایندگی حوزه انتخابیه تفرش، آشتیان و فراهان از استان مرکزی را در دوره‌های یازدهم و دوازدهم مجلس شورای اسلامی بر عهده دارد. او هم‌اکنون سخنگوی کمیسیون امور داخلی کشور و شوراها در مجلس شورای اسلامی است.
زندگی‌نامه و فعالیت‌های پیش از نمایندگی
بیاتی در خانواده‌ای مذهبی و انقلابی متولد شد. تحصیلات ابتدایی و متوسطه را در زادگاهش تفرش گذراند. پیش از پیروزی انقلاب اسلامی در کنار برادران خود در فعالیت‌های مبارزاتی علیه رژیم پهلوی مشارکت داشت. پس از انقلاب، به عضویت سپاه پاسداران انقلاب اسلامی درآمد و در جبهه‌های غرب کشور حضور فعال داشت.
از جمله حضور ایشان در جبهه های جنگ ایران و عراق می توان  به شرکت در عملیات والفجر چهار، پاک‌سازی محور بانه - سردشت، روستاها و شهرهای غرب کشور، فرماندهی ستاد امنیت شهری سنندج و حضور در عملیات مرصاد اشاره کرد.
پس از پایان جنگ تحمیلی، مسئولیت‌های متعددی در سپاه‌های استان‌های مرکزی و قم بر عهده داشت.
از دیگر مسئولیت های ایشان می توان به:
عضو ستاد پیشگیری از جرائم دادگستری
عضو هیئت‌مدیره مؤسسه مالی اعتباری بسیج
مدیرعامل شرکت تعاونی تلاشگر امین
اشاره کرد.
در این دوره، اقدامات مؤثری در حوزه‌های اجتماعی و رفاهی انجام داد، از جمله:
راه‌اندازی حقوق برای رزمندگان معسر و بسیجیان جانباز
اختصاص سهام عدالت برای حدود ۴۰ هزار نفر از بسیجیان
ساخت نزدیک به ۸۰۰ واحد مسکونی برای پاسداران و خانواده‌های آنان
فعالیت در مدیریت شهری
بیاتی در دوره چهارم شورای اسلامی شهر قم ابتدا به عنوان نایب‌رئیس و سپس به عنوان رئیس شورا فعالیت کرد. در این دوره، نقش کلیدی در توسعه عمرانی و زیرساختی شهر قم ایفا کرد و تعاملات مؤثری با مراجع، مسئولان استانی و مدیران شهری داشت.
پس از آن، به عنوان مدیرعامل شرکت عمران معصومیه شهرداری قم و مشاور اقتصادی شهردار قم به فعالیت ادامه داد.
فعالیت‌های پارلمانی
ورود به مجلس یازدهم
ولی‌الله بیاتی در انتخابات میان‌دوره‌ای یازدهمین دوره مجلس شورای اسلامی که در تاریخ ۲۸ خرداد ۱۴۰۰ برگزار شد، با کسب ۱۱٬۵۹۷ رأی از مجموع ۴۰٬۰۱۹ رأی مأخوذه به عنوان نماینده مردم تفرش، آشتیان و فراهان انتخاب شد.
این انتخابات برای جایگزینی نماینده منتخب پیشین، سینا کمالخانی برگزار شد که به دلیل عدم اعتبار مدرک تحصیلی از ورود به مجلس بازماند.
ورود به مجلس دوازدهم
در انتخابات دوازدهمین دوره مجلس شورای اسلامی در اسفند ۱۴۰۲، بیاتی با کسب ۱۱٬۷۳۹ رأی از مجموع ۳۰٬۸۶۵ رأی صحیح بار دیگر موفق به کسب اعتماد مردم حوزه انتخابیه خود شد.
سمت‌های پارلمانی
دوره یازدهم:
سال دوم و سوم: عضو کمیسیون امور داخلی کشور و شوراها
سال چهارم: سخنگوی کمیسیون امور داخلی کشور و شوراها
دوره دوازدهم:
سخنگوی کمیسیون امور داخلی کشور و شوراها (سال اول)
تحصیلات
دانشجوی دکتری رشته فقه و مبانی حقوق اسلامی
دکتر ولی‌الله بیاتی با سوابقی گسترده در حوزه‌های  مدیریتی، اجتماعی و قانون‌گذاری، یکی از چهره‌های اثرگذار استان مرکزی در چند دهه اخیر محسوب می‌شود. حضور مؤثر او در مجلس و پیگیری‌های مستمر برای حل مشکلات حوزه انتخابیه‌اش، جایگاه ویژه‌ای برای وی در میان مردم تفرش، آشتیان و فراهان فراهم کرده است.

## سوابق
- رئیس شورای اسلامی شهر قم[۱]
- نماینده دور یازدهم مجلس شورای اسلامی